# Braunsapis foveata
Braunsapis foveata är en biart som först beskrevs av Smith 1854.  Braunsapis foveata ingår i släktet Braunsapis och familjen långtungebin. Inga underarter finns listade.